# The Best of X Factor
The Best of X Factor è una compilation, pubblicata il 1º febbraio 2013. Raccoglie alcuni brani cantati dai concorrenti delle prime sei edizioni di X Factor Italia ed i loro inediti.

## Tracce
1. Chiara Galiazzo – The Final Countdown (Europe)
2. Ics – Vengo anch'io. No, tu no (Enzo Jannacci)
3. Cixi – Sing It Back (Moloko)
4. Marco Mengoni – Dove si vola (Bungaro, Saverio Grandi)
5. Giusy Ferreri – Non ti scordar mai di me (Tiziano Ferro, Roberto Casalino)
6. Noemi – Briciole (Diego Calvetti, Marco Ciappelli, Francesco Sighieri)
7. Nathalie – In punta di piedi (Nathalie Giannitrapani)
8. Francesca Michielin – Distratto (Elisa, Roberto Casalino)
9. Davide Mogavero – Il tempo migliore (Davide Mogavero)
10. I Moderni – Non ci penso mai (I Moderni)
11. Matteo Becucci – Impossibile (Andrea Bonomo, Luca Chiaravalli)
12. Nevruz – Tra l'amore e il male
13. Aram Quartet – Chi (Who)
14. The Bastard Sons of Dioniso – L'amor carnale
15. Antonella Lo Coco – Cuore scoppiato
16. Marco Mengoni – Almeno tu nell'universo (Mia Martini)
17. Giusy Ferreri – Bésame mucho (AA.VV.)
18. Noemi – Albachiara (Vasco Rossi)
19. Nathalie – Piccolo uomo (Mia Martini)
20. Francesca Michielin – Someone Like You (Adele)